# Pasaje secreto

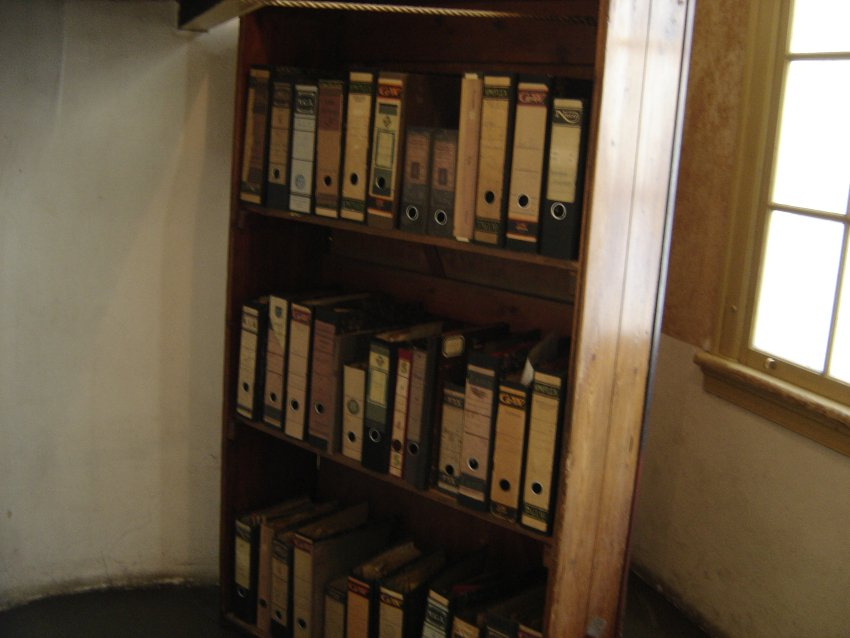
Los pasajes secretos pueden estar oculto detrás de objetos grandes, muebles por ejemplo. En esta imagen se muestra una reconstrucción del librero que cubría la entrada Anexo Secreto de Anne Frank.

Un pasaje secreto (pasaje oculto, túnel secreto o pasadizo secreto) es un camino oculto que se usa para viajar a escondidas. Tales pasajes pueden ir desde dentro de un edificio hasta una habitación secreta, o pueden ser usados para entrar o salir de algún lugar sin ser visto. Es común que los personajes de alguna obra literaria de ficción usen los pasajes secretos, pero también han sido usados en varias ocasiones a lo largo de la historia. Las habitaciones y los pasajes secretos han ayudado a las personas a evitar ser capturados o a llevar a cabo actividades criminales.

## Apariencia y construcción
Las puertas secretas son, por su diseño, difíciles de encontrar ya que se utiliza una variedad de técnicas de camuflaje para ocultarlas y mezclarlas con su entorno. Algunas de estas puertas pueden parecer ser parte de la pared, mientras que otras son disfrazadas como chimeneas y hogares, libreros u otros muebles. Ciertas puertas secretas son complejas y requieren de la activación de un mecanismo para hacer que la puerta se abra, y otras son más simples; un agujero escondido oculto bajo un tapete, por ejemplo, puede conducir a un pasaje secreto.
En los edificios, la mayoría de las áreas secretas fueron construidas a partir de los planos originales. Otros pasajes secretos a veces han sido construidos después de haber sido terminado el edificio; particularmente los túneles secretos. Tales túneles han sido creados quizá como ruta de escape en una prisión o campos de prisioneros de guerra (ambos casos han ocurrido tanto en la vida real como en obras de ficción), donde son conocidos como túneles de escape. Otros túneles han sido erigidos por otras razones, como los túneles de contrabando.
las habitaciones secretas también se utilizan por las personas que prefieren una vida aislada de las demás personas porque prefieren llevar una vida privada.

## Usos históricos famosos

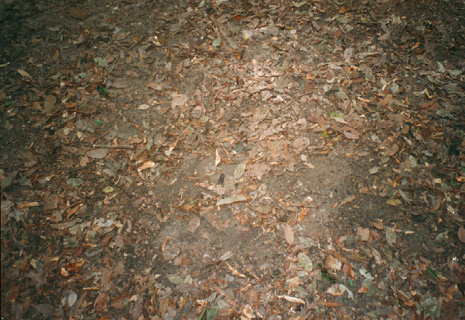
Una puerta secreta en el suelo de la jungla que dirige hacia los Túneles de Cuchi. Cuando está cerrada y camuflada es prácticamente indetectable.

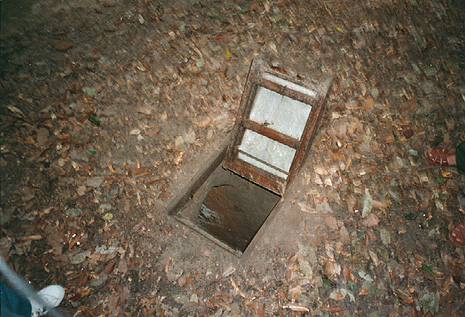
La misma puerta secreta ahora abierta.

- Durante la guerra de Vietnam, el Viet Cong usaba una enorme red de túneles subterráneos como parte de tácticas guerrilleras. Los Túneles de Cuchi fueron usados particularmente durante la Ofensiva del Tet en 1968 y 1969.

- Anne Frank (12 de junio de 1929 – ca. marzo de 1945) fue una Judía alemana que escribió un diario mientras se ocultaba junto con su familia y cuatro amigos en Ámsterdam durante la ocupación Alemana de los Países Bajos durante la Segunda Guerra Mundial. A medida que las persecuciones contra la población Judía aumentaban, la familia se ocultó en julio de 1942 en habitaciones ocultas en el edificio de la oficina de su padre Otto Frank. Tras dos años de ocultarse, el grupo fue traicionado y transportado al sistema de campo de concentración donde Anna murió. Su diario es publicado en español bajo el título Ana Frank: Diario de Una Adolescente y ha sido adaptado al teatro y al cine.

- Dr. H. H. Holmes (1861 – 7 de mayo de 1896) fue un asesino en serie americano que atrapó, torturó y mató posiblemente a cientos de huéspedes en su hotel en Chicago, el cual abrió para la Feria mundial de Chicago de 1893. Torturó a sus víctimas en cámaras ocultas a prueba de sonido y escape en el complejo hotel de su diseño.

- El Ferrocarril Subterráneo fue usado por los esclavos en los Estados Unidos en el siglo XIX como un pasadizo clandestino a los estado libre o hacia Canadá, con ayuda de los abolicionistas. Aunque no era literalmente subterráneo, consistía de rutas clandestinas, transportación, puntos de encuentro, refugios y otros lugares de asilo. Se estima que de 1810 a 1850, entre 30 000 y 100 000 personas escaparon de la esclavitud usando el Ferrocarril Subterráneo, aun cuando el censo de los Estados Unidos considera sólo 6.000.

- El Passetto es un pasaje secreto que conecta a la Ciudad del Vaticano con el Castillo de Sant'Angelo. El Papa Alejandro VI lo cruzó en 1494, cuando Carlos VIII de Francia invadió la ciudad, y el Papa Clemente VII escapó por él durante el Saqueo de Roma a manos de tropas de Carlos I en 1527.

- Muchas de las pirámides del Antiguo Egipto usaban pasajes secretos y trampas ocultas para ayudar a esconder sus tesoros.

## Pasajes secretos modernos
El 25 de enero del 2006 un túnel de contrabando de 720 metros que cruzaba por debajo de la frontera de los Estados Unidos y México fue descubierto. El túnel era usado para transportar grandes cantidades de marihuana de Tijuana a Otay, California. El pasaje conectaba dos almacenes industriales y estaba ventilado y bien iluminado. Este túnel y otros más que han sido descubiertos han servido también para la inmigración ilegal.
Entre agosto del 2000 y mayo del 2002 se habían perdido más de 1000 libros antiguos en la biblioteca del monasterio de Mont Saint-Odile. Stanislas Gosse los había robado después de encontrar un viejo mapa que mostraba una entrada secreta a la biblioteca. La ruta no era sencilla, había que escalar varias paredes exteriores, subir por una empinada escalera y una cámara secreta. También debía activar un mecanismo que abría la parte trasera de uno de cinco armarios. La desaparición de tantos libros en el transcurso de tanto tiempo tenía confundido al bibliotecario, a los monjes y a la policía. Finalmente, Gosse fue captado por cámaras de circuito cerrado de televisión.

## Usos en la mitología
Mitología griega:
- De acuerdo a Pausanias, Hirieo, el Rey de Boeocia, contrató a Trofonio y Agamedes para construir una cámara para su tesoro. Sin embargo, los dos construyeron además una entrada secreta para robarle su fortuna.

## Usos en la ficción
El uso de pasajes secretos es un elemento común de la trama de obras de ficción. Se encuentran frecuentemente en edificios viejos, particularmente en casas embrujadas y en las guaridas de los villanos o superhéroes. A menudo son abiertas accionando una palanca oculta, a veces libros en un librero; o presionando un botón oculto, por ejemplo bajo un busto. En muchas historias un personaje activa accidentalmente el mecanismo para abrir una puerta secreta al recargarse en el interruptor.

### Guaridas ocultas
Muchos personajes ficticios, buenos o malos, tienen guaridas secretas. Los villanos son mostrados habitualmente tramando sus malvadas hazañas en estas guaridas, y es a veces el lugar del acto final de las historias. Muchas de estas bases se encuentran en islas alejadas, como aquellas de los villanos de James Bond como el Dr. Julios No en Dr. No y Francisco Scaramanga en El hombre de la pistola de oro.
Los superhéroes también operan frecuentemente en una base secreta, pero más habitualmente lo hacen para mantener su identidad secreta. La baticueva de Batman está compuesta de varias cuevas subterráneas debajo de su residencia, la Mansión Wayne. La base tiene una entrada secreta desde la mansión, a menudo detrás de un reloj de péndulo, que conecta con su guarida.

### En juegos y videojuegos
En los juegos de rol, los pasajes secretos pueden encontrarse en todo tipo de edificios, especialmente en los calabozos.
La mansión en el juego de mesa Cluedo (Clue) tiene dos pasajes secretos que los jugadores pueden usar para moverse a la esquina contraria del tablero.
Los juegos de computadora y de video frecuentemente presentan áreas ocultas, a veces como parte importante del juego y a veces como un easter egg. Tales áreas pueden ser una ruta necesaria para continuar o pueden ser opcionales y contener recompensas para el jugador, como niveles extra, un personaje secreto, ítem extra o un atajo para adelantarse en el juego. Algunas entradas secretas son completamente invisibles, como una pared de apariencia normal a través de la cual se puede caminar, mientras que otras ofrecen una pista visual como texturas o diseños diferentes. Entre los camuflajes más comunes están:
- Tras objetos aparentemente sólidos. Paredes, cuadros, rocas...nunca se sabe si un objeto es o no la entrada a un pasaje secreto.
- Se abren activando mecanismos. A veces, las consolas para abrir la sala oculta producen el sonido de que la cámara ahora está abierta, pero el jugador debe encontrarla, pudiendo confundirlo. A veces, ni siquiera se sabe que se ha abierto una puerta oculta, confundiéndola como una puerta necesaria para completar el nivel.
- En zonas de difícil acceso. Pueden estar protegidas con enemigos muy fuertes, o bien armados y protegidos, con peligros como tanques de ácido, trampas ocultas, paredes que se pueden venir abajo, radiación... cualquier cosa que haga que el jugador se plantee dos veces la opción de ir por un camino.
- Por ejemplo en el juego Half-Life hay muchos pasadizos secretos y las cosas mencionadas anteriormente ( radiación , paredes que se pueden venir a bajo etc). el juego Half-Life tiene varias temporadas como: Half-Life 2 , Half-Life 2 episodio 1 Half-LIfe 2 episodio 2 y Half-Life 2 episodio 3 hasta ahora (2012).

Pero hay que tener cuidado. A veces, los pasajes secretos no contienen atajos, bonificaciones o ayuda extra. Muchas veces, la sala que es nuestra última esperanza puede ser la última que visitemos, al esperarnos una no grata sorpresa.